# Contact ID
Contact ID è un protocollo telefonico di trasmissione di informazioni relative a sistemi antifurto, rilevazione incendi, ecc. che utilizza la modulazione DTMF per inviare i dati.
Il protocollo  contact ID permette la trasmissione di una serie di allarmi codificati secondo la tabella che segue.
Il protocollo Contact ID è stato utilizzato nel settore ascensoristico per la trasmissione di allarmi degli impianti di ascensore. Con la pubblicazione della Norma armonizzata EN 81-28:2019 (UNI EN 81-28:2019 in Italia) ogni ascensore d'installazione successiva al 2004 deve trasmettere ciclicamente (ogni 72 ore) un test di notifica/status ad una centrale. Il protocollo  Contact ID è stato implementato dalle varie aziende costruttrici di apparati per l'utilizzo e la trasmissione di allarmi nell'ambito di questa norma.
Esempio di stringa  Contact ID: "ACCT MT QXYZ GG CCC S"
Gruppo DT
| MF   | Dettaglio                          | Valore |
| ---- | ---------------------------------- | --- |
| ACCT | Identificativo apparato            | 0000 |
| MT   | Tipo Messaggio                     | 18 |
| Q    | Qualificatore evento Nuovo Allarme | 1 |
| Q    | Qualificatore evento Fine Allarme  | 3 |
| XYZ  | Codice del tipo di allarme         | 140 = Pulsante richiesta soccorso 301 = Allarme mancanza rete 302 = Allarme batteria scarica 307 = Allarme diagnostica 380 = Allarme ausiliario 600 = Test automatico periodico |
| GG   | Gruppo                             | Gruppo |
| CCC  | Zona                               | Zona |
| S    | Checksum                           | Checksum |